# Kaisten
Kaisten est une commune suisse du canton d'Argovie, située dans le district de Laufenburg.

## Histoire

Vue aérienne (1953).

La commune d'Ittenthal a été intégrée à la commune de Kaisten depuis le 1er janvier 2010.